# Taipeiul Chinez la Jocurile Olimpice de vară din 2016
Taipeiul Chinez este numele sub care Republica Chineză (Taiwan) a participat la Jocurile Olimpice de vară din 2016 de la Rio de Janeiro în perioada 5 – 21 august 2016, cu o delegație de 56 de sportivi, care a concurat în 18 sporturi. Cu un total de trei medalii, inclusiv una de aur, Taipeiul Chinez s-a aflat pe locul 50 în clasamentul final.

## Participanți
Delegația Taipeiul Chinezeză a cuprins 56 de sportivi: 27 de bărbați și 29 de femei. Cel mai tânăr atlet din delegația a fost înotătoarea Pei-Wun Lin (16 ani), cel mai vechi a fost jucătorul de golf Wen-Tang Lin (42 de ani).
| Sport         | Masculin | Feminin | Total |
| ------------- | -------- | ------- | ----- |
| Atletism      | 4        | 2       | 6     |
| Badminton     | 3        | 1       | 4     |
| Box           | 1        | 1       | 2     |
| Canotaj       | 0        | 1       | 1     |
| Ciclism       | 0        | 2       | 2     |
| Echitație     | 0        | 1       | 1     |
| Gimnastică    | 1        | 0       | 1     |
| Golf          | 2        | 2       | 4     |
| Haltere       | 3        | 4       | 7     |
| Judo          | 1        | 1       | 2     |
| Lupte         | 0        | 1       | 1     |
| Natație       | 1        | 1       | 2     |
| Navigație     | 1        | 0       | 1     |
| Tenis         | 1        | 2       | 3     |
| Tenis de masă | 3        | 3       | 6     |
| Taekwondo     | 1        | 2       | 3     |
| Tir           | 2        | 2       | 4     |
| Tir cu arcul  | 3        | 3       | 6     |
| Total         | 27       | 29      | 56    |

## Medaliați
| Medalie | Nume                                    | Sport        | Probă          | Dată     |
| ------- | --------------------------------------- | ------------ | -------------- | -------- |
| Aur     | Hsu Shu-ching                           | Haltere      | 53 kg feminin  | 7 august |
| Bronz   | Le Chien-ying Lin Shih-chia Tan Ya-ting | Tir cu arcul | Echipe feminin | 7 august |
| Bronz   | Kuo Hsing-chun                          | Haltere      | 58 kg feminin  | 8 august |